# 勝利競技俱樂部
胜利竞技俱乐部（Victory Sports Club）是马尔代夫体育俱乐部，其中以足球队最为出名。球队10次夺得马尔代夫足球联赛冠军头衔，是联赛最强球队之一，也是马尔代夫球队之冠。

## 球队荣誉
- 马尔代夫足球联赛: 10次

1986, 1988, 1992, 1993, 2000, 2001, 2002, 2003, 2005, 2006
- 馬爾代夫足總盃: 4次

1993, 2000, 2009, 2010

## 球服供应商
- Sonee sports